# Physique
『Physique』（フィジーク）はspAedの3枚目のアルバム。

## 内容
デジタルサウンドと極太いストレートなロックチューンを融合した事実上のラストアルバム。12曲中8曲が小田佳奈子による作詞で、その中の2曲が片山景詞との共同である。

## 批評
CDジャーナルは「アイルランド系を思わせるようなせつなげな『You are my only sunshine』やループっぽい『Dilemma』など、クールに仕上がっている」と評した。

## 収録曲
編曲：spAed
1. Physique
作詞:エリック・ゼイ・広瀬さとし
作曲:広瀬さとし
2. EGO
作詞:エリック・ゼイ・広瀬さとし
作曲:広瀬さとし
3. You are my only sunshine (album ver.)
作詞:広瀬さとし
作曲:エリック・ゼイ
4. Miscast
作詞:小田佳奈子・片山景詞
作詞:山下昌良・広瀬さとし
5. Soul Love
作詞:広瀬さとし
作曲:片山景詞
6. Sherry
作詞:小田佳奈子
作曲:片山景詞
7. control
作詞:小田佳奈子
作曲:広瀬さとし
8. DON'T DISTURB
作詞:小田佳奈子・片山景詞
作曲:片山景詞
9. Believe My Self
作詞:小田佳奈子
作曲:片山景詞・広瀬さとし
10. 悪い噂
作詞:小田佳奈子
作曲:広瀬さとし
11. Dilemma
作詞:小田佳奈子
作曲:片山景詞
12. Set Me Free
作詞:小田佳奈子
作曲:エリック・ゼイ